# Parafia Matki Bożej Różańcowej w Warszawie
Parafia Matki Bożej Różańcowej w Warszawie – parafia rzymskokatolicka należąca do dekanatu bródnowskiego, diecezji warszawsko-praskiej, metropolii warszawskiej Kościoła katolickiego, w Warszawie. Obsługiwana przez księży diecezjalnych.

## Historia
Parafia została erygowana w 1913 przez ks. arcybiskupa Aleksandra Kakowskiego. Pierwszy drewniany kościół został zbudowany w 1909 r. z fundacji Marii Ewy Radziwiłłowej z Zawiszów i dotrwał do 1944 r., kiedy całkowicie spłonął. Nowy kościół według projektu Zdzisława Mączeńskiego zaczęto wznosić w 1938, jednak prace budowlane przerwała II wojna światowa. Współczesna świątynia została wzniesiona w latach 1957–1964. 25 marca 2015 roku, arcybiskup Henryk Hoser ogłosił dekret, na którego mocy Kościół Matki Bożej Różańcowej stał się Sanktuarium diecezjalnym Matki Bożej Różańcowej.

## Duszpasterstwo
Na terenie parafii istnieją 4 zgromadzenia zakonne: Księża Klaretyni, s. Loretanki, s. Misjonarki Miłości, s. Pocieszycielki. Długą tradycję mają wspólnoty świeckich gromadzące się w pobliskim domu katechetycznym. Do największych należą: Ruch Światło Życie (oaza młodzieżowa od 1985 roku), wspólnoty Drogi Neokatechumenalnej (od 1985 roku), Domowy Kościół Ruchu Światło-Życie, oraz Stowarzyszenie "Dom na Skale".

## Galeria

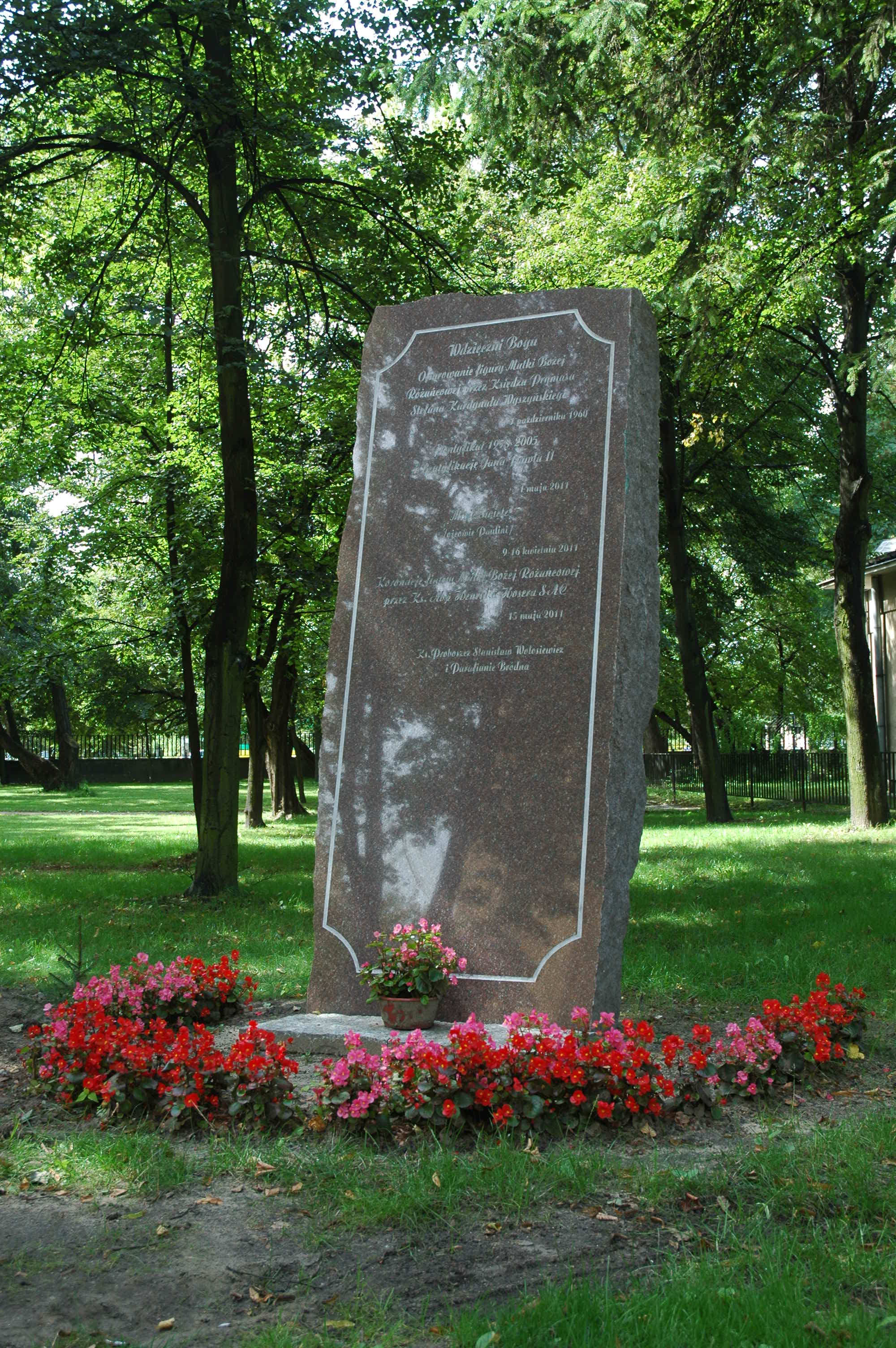
Obelisk „Wdzięczni Bogu“ znajdujący się przy świątyni
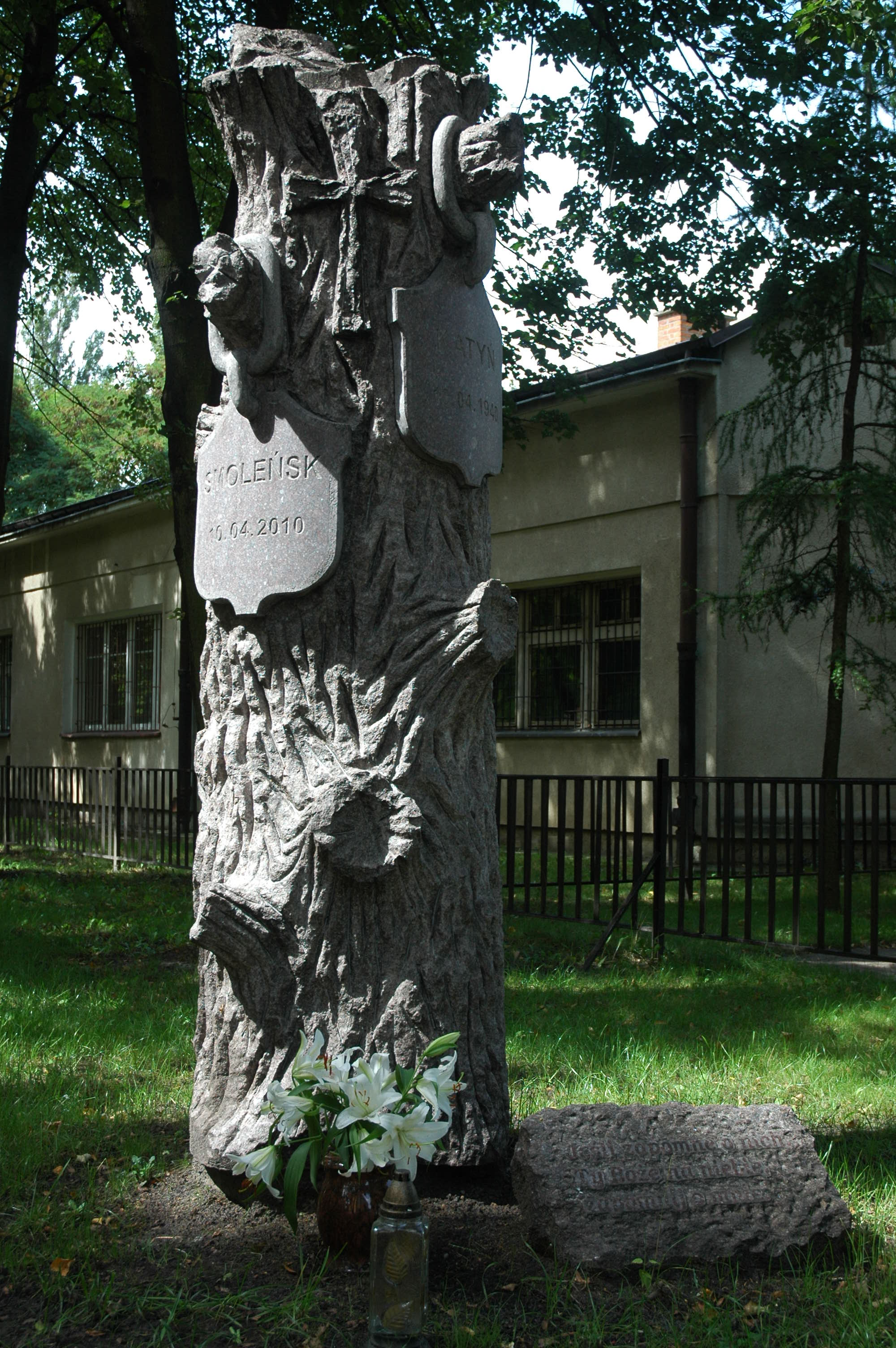
Pomnik upamiętniający ofiary zbrodni Katyńskiej oraz katastrofy lotniczej pod Smoleńskiem
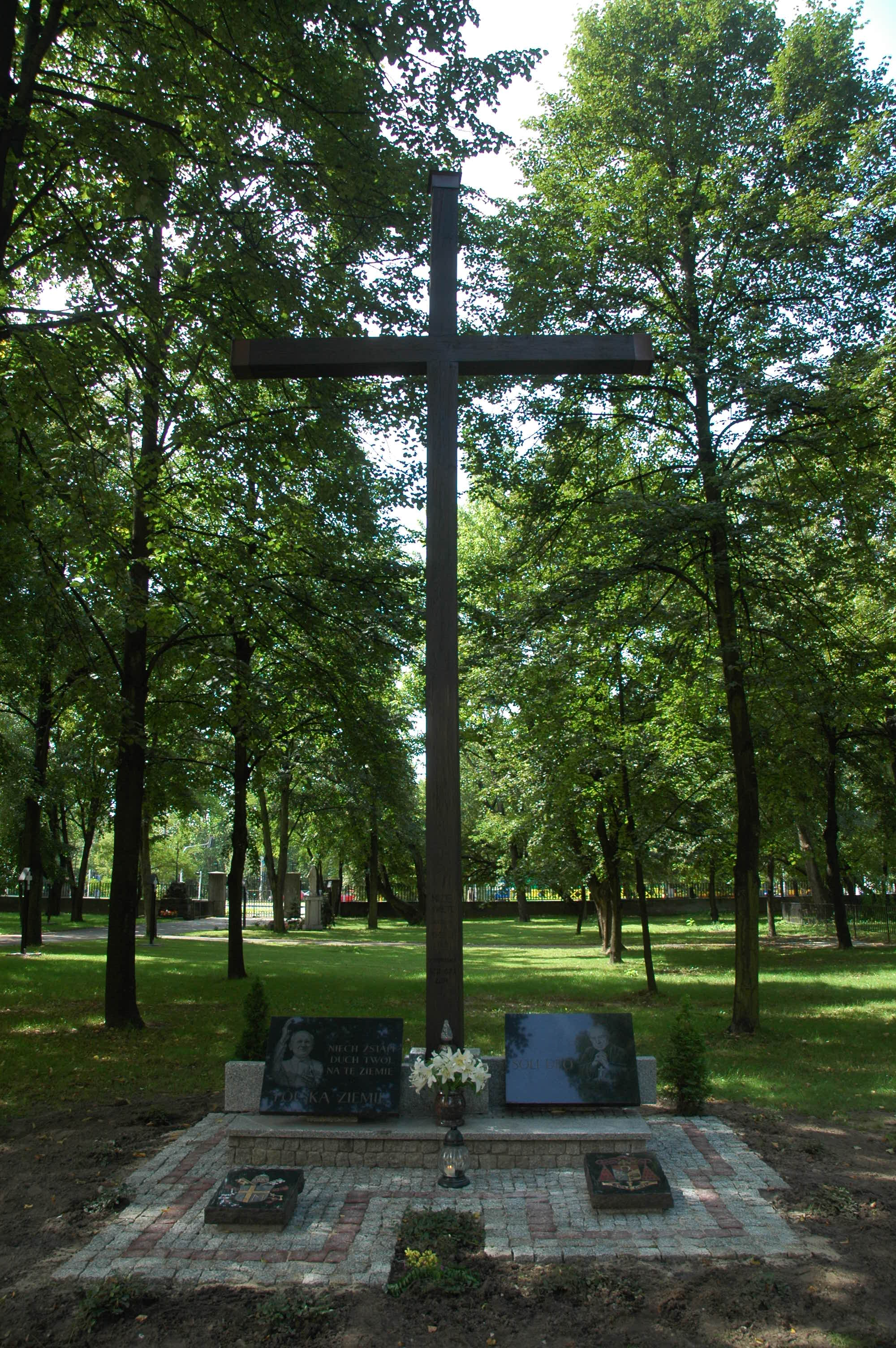
Krzyż upamiętniający pontyfikat Jana Pawła II